# Harry Judd
Harry Mark Christopher Judd (Chelmsford, 23 december 1985) is de drummer van de Britse rock/popband McFly. De overige bandleden zijn Tom Fletcher, Dougie Poynter en Danny Jones. Judd heeft gestudeerd aan de Uppingham School. Judd heeft co-writing credits op enkele liedjes van de band.

## Tv en film
In januari 2005 speelde McFly een kleine rol in een aflevering van de Britse dramaserie Casualty. In mei 2006 speelde hij in de tienerkomediefilm Just My Luck met Lindsay Lohan en Chris Pine, welke is uitgebracht in de Verenigde Staten op 12 mei 2006 en in Engeland op 30 juni 2006. Ze speelden zichzelf in de film. De soundtrack en een aantal andere songs kwamen van hun eerste twee albums. Tijdens het filmen werd gezegd dat Judd een relatie met Lindsay Lohan zou hebben. Lohan sprak dit echter tegen en zei dat het ging om een publiciteitsstunt. Judd vertelde dat het maar een 'gooi' was. In 2008 verscheen Judd in het team van Phill Jupitus bij het programma Never Mind the Buzzcocks, een popquiz op de BBC.
Ook zijn Judd en de rest van zijn band te zien in de Engelse soap Hollyoaks in mei 2009. De opnames van dit zijn in april geweest.
Judd deed mee aan de  dansserie Strictly Come Dancing op de BBC. Hij danste met Aliona Vilani en won.
| Week | Dans / liedje                             | Juryscore | Juryscore | Juryscore | Juryscore | Juryscore | Resultaat       |
| ---- | ----------------------------------------- | --------- | --------- | --------- | --------- | --------- | --------------- |
| Week | Dans / liedje                             | Horwood   | Goodman   | Dixon     | Tonioli   | Total     | Resultaat       |
| 1    | Chachacha/"Moves Like Jagger"             | 6         | 7         | 8         | 7         | 28        | Geen eliminatie |
| 2    | Foxtrot/"Just the Way You Are"            | 6         | 6         | 8         | 7         | 27        | Veilig          |
| 3    | Jive/"Greased Lightnin'"                  | 8         | 8         | 9         | 8         | 33        | Veilig          |
| 4    | Wals/"Come Away with Me"                  | 8         | 8         | 10        | 9         | 35        | Veilig          |
| 5    | Tango/"Psycho Killer"                     | 8         | 7         | 10        | 9         | 34        | Veilig          |
| 6    | Samba/"I Wish"                            | 8         | 9*        | 8         | 8         | 33        | Veilig          |
| 7    | Argentijnse tango/"Asi se Baila el Tango" | 9         | 8         | 10        | 10        | 37        | Veilig          |
| 8    | Salsa/"I'm Still Standing"                | 8         | 8         | 9         | 9         | 34        | Veilig          |
| 9    | Quickstep/"Don't Get Me Wrong"            | 9         | 10        | 10        | 10        | 39        | NNB             |

- International Standard Name Identifier: 0000 0001 3118 5034
- Library of Congress Control Number: no2013068530
- MusicBrainz: 14ffd15a-f997-4940-bcd8-d011efb65f61
- Virtual International Authority File: 304092292
- WorldCat: E39PBJy8yR49FJ7HtM9GDFqYT3